# Campeonato Sudamericano de Clubes Campeones 2002
El Campeonato Sudamericano de Clubes Campeones 2002 fue la trigésima novena edición de lo que era el torneo más importante de clubes de baloncesto en Sudamérica, después de la Liga Sudamericana de Clubes.
Fue realizado en Valdivia.
El título de esta edición fue ganado por el Delfines de Miranda (Venezuela).

## Equipos participantes
| País             | Equipo                      |
| ---------------- | --------------------------- |
| Argentina 1 cupo | Asociación Deportiva Atenas |
| Bolivia 1 cupo   | Club Real Santa Cruz        |
| Brasil 1 cupo    | Bauru/Tilibra/Copimax       |
| Chile 1 cupo     | Deportes Valdivia           |
| Colombia 1 cupo  | Los Paisas                  |
| Ecuador 1 cupo   | Mavort                      |
| Paraguay 1 cupo  | Deportivo San José          |
| Perú 1 cupo      | Universidad de Lima         |
| Uruguay 1 cupo   | Defensor Sporting           |
| Venezuela 1 cupo | Delfines de Miranda         |